# Carex tahitensis
Carex tahitensis är en halvgräsart som beskrevs av Forest Buffen Harkness Brown. Carex tahitensis ingår i släktet starrar, och familjen halvgräs. Inga underarter finns listade i Catalogue of Life.